# Sie sind verdammt
Sie sind verdammt (Originaltitel: The Damned) ist ein 1961 gedrehtes, britisches Filmdrama. Der Film entstand unter der Regie von Joseph Losey und basiert auf dem Roman The Children of Light von H. L. Lawrence.

## Handlung
Simon Wells, ein amerikanischer Tourist mittleren Alters auf Bootstour entlang der Südküste Englands, macht kurz Halt in Weymouth. Bei einem Spaziergang durch die belebten Straßen der Stadt lernt er vor einem Uhrenturm die sehr viel jüngere Joan kennen, die ihn kurz von der Seite anraunzt, woraufhin Simon, fasziniert von diesem Mädchen, ihr folgt. Er ahnt nicht, dass die 20-Jährige Mitglied einer Motorradgang so genannter Teddy Boys ist, die von Joans Bruder King angeführt wird. Diese Gang hat es auf ahnungslose Touristen abgesehen, die man ausrauben kann. Simon, der in den Staaten soeben eine Ehe hinter sich gelassen und seinen gut bezahlten Beruf als Versicherungsmanager aufgegeben hat, um noch einmal woanders durchstarten zu können, wird nun, von Joan in einen stilleren Teil der Stadt gelotst, das Opfer von Kings hemmungsloser Brutalität. Seine Jungs prügeln Wells zusammen und bestehlen ihn. King selbst macht sich nicht die Hände schmutzig. Zwei Herren greifen den zusammengeschlagenen Simon auf und bringen ihn erst einmal in das nächstgelegene Café, damit er sich dort frisch machen und erholen kann.
Hier lernt Wells den mysteriösen Bernard, der einer nahe gelegenen, militärischen Einrichtung vorsteht, und dessen Lebensgefährtin Freya Neilson, eine Künstlerin, kennen. Am nächsten Morgen besitzt Joan die Dreistigkeit und besucht Simon auf dessen Boot, das noch immer im Hafen von Weymouth vor Anker liegt. Der Amerikaner staunt nicht schlecht über ihre Anwesenheit und empfängt Joan, von der er nunmehr weiß, dass sie mit den Teddy Boys unter einer Decke steckt, anfänglich entsprechend kühl. Die Gangmitglieder, die Joan vorübergehend aus den Augen verloren hatten, kommen bald hinzu und erzwingen Simons Abfahrt. Joan hat inzwischen irgendwie Gefallen an dem deutlich älteren Mann gefunden und liebt es außerdem, damit ihren Bruder King, der diesen Kontakt nicht zu dulden bereit ist, zu provozieren. Joan rennt der Gang davon und springt auf Simons in voller Fahrt befindliches Boot auf. Ein Gangmitglied versucht es ihr gleichzutun und fällt dabei ins Hafenbecken. Daraufhin machen die Motorrad-Hooligans regelrecht Jagd auf den Amerikaner. Einer lauert an der Küste und beobachtet mit einem Fernglas das Boot. Simon folgt Joans Wunsch und setzt sie wenige Kilometer weiter an der Küste wieder ab. Währenddessen ist Bernard auf die streng abgeschirmte Militäranlage zurückgekehrt und hält, wie jeden Tag, via Fernsehmonitor seine Frage-und-Antwortstunde mit Kindern ab, die sich in einem tiefer gelegenen Klassenraum aufhalten. Auf ihre dringendste Frage, warum sie hier so abgeschirmt leben müssen, hat er wie stets dieselbe, ausweichende Antwort parat: nämlich dass der Tag kommen werde, an dem sie dies alles begreifen würden.
Wells und seine 20-jährige Reisebegleitung sind an Land gegangen und klettern die Felsküste nach oben. Sie brechen in das inmitten der kargen Küstenlandschaft stehende Künstleratelier der Bildhauerin Freya ein und wollen dort die kommende Nacht gemeinsam verbringen. Kings Wachposten von der Küste ist nach Weymouth zurückgefahren und berichtet seinem Boss von Simons und Joans Küstenlandung. King trommelt seine Gangmitglieder zusammen. Mitten in der Nacht werden Simon und Joan von einem Motorengeräusch hochgesteckt. Sie entweichen in letzter Sekunde dem Haus und fliehen nach draußen, da sie annehmen, dass King und seine Meute sie hier aufgespürt haben. Doch es ist lediglich Freya, die in ihr Haus zurückkehrt. Dann taucht auch noch King wie aus dem Nichts auf und fragt Freya erregt, wo Joan sei. Zwischen den beiden kommt es zu einer heftigen Auseinandersetzung, bei der King, außer sich vor Zorn, mit einer Axt auf eine ihrer Statuen eindrischt. In der Zwischenzeit schleichen sich Joan und Simon im Dunkeln davon. Gehetzt von King und seinen Leuten werden sie immer mehr in die Enge getrieben, bis sie an den Maschendrahtzaun von Bernards streng geheimem Militärareal kommen. Von den Hooligans eingekreist, entschließen sich Joan und Simon dazu, über den Zaun zu klettern. Automatisch wird in der Anlage der Alarm ausgelöst, und Soldaten mit Wachhunden rücken aus. Einer der Teddy Boys wird verhaftet und von Major Holland verhört. Der gibt sich ebenso nassforsch und rotzfrech wie ahnungslos.
King ist seiner Schwester und dem Amerikaner gefolgt. Im Dunkel der Nacht sehen alle drei bei ihrer Flucht nicht das Ende des Küstenplateaus und stürzen in die Tiefe. Die Kinder aus dem Klassenzimmer haben sie draußen vor der Küste gefunden und bringen sie in einen Komplex mehrerer Felshöhlen, der an das Bunkersystem der Militärbasis angeschlossen ist. Diese neun Kinder, allesamt elf Jahre alt, haben alle ein und dieselbe Eigenschaft. Sie haben eisige Temperaturen und wirken dadurch wie tot. King, verbissen auf der Jagd hinter Simon, stürzte wie die beiden anderen Erwachsenen von einer Felsklippe hinab ins Meer. Auch er wird von einem Jungen dieser mysteriösen Kindergruppe gerettet und in die Höhle gebracht. Alle neun Kinder sind gut gekleidet und wohl genährt; keines von ihnen scheint ernsthaft krank. Die Erwachsenen wissen anfänglich nicht, dass die Kinder unter ständiger Videoüberwachung durch Bernards Leute stehen und Teil eines hochgeheimen Versuchsprojekts sind. Die Kinder werden regelmäßig von Männern in Spezialanzügen besucht, die gegen Radioaktivität schützen sollen. Die Mädchen und Jungs bezeichnen diese Leute als den „schwarzen Tod“. Projektleiter Bernard hat den Kindern eine Kammer ohne Videoüberwachung zugestanden, und diese glauben aufgrund der fehlenden Kameras, dass dieser spezielle Raum ihren Bewachern unbekannt sei. Daher bringen sie dort Joan und Simon unter, in der Annahme, dass die beiden ihre nunmehr zurückgekehrten Eltern seien, die man vor den Militärs schützen müsse. Dort werden die geflohenen Erwachsenen auch mit Nahrung versorgt.
Simon und Joan sind von den Lebensumständen der Elfjährigen geschockt. Ihnen schwant, dass hier für eine ethisch zutiefst verwerfliche Forschungsanordnung Kinder im Namen der Wissenschaft und mit staatlicher Rückendeckung missbraucht werden. Das amerikanisch-britische Liebespaar entwirft einen Plan, die unterkühlten Kinder vor dem Zugriff der Wissenschaft zu retten. Der egoistische King wird dazu überredet bei dieser Aktion mitzumachen. Doch Bernard weiß längst Bescheid über die unerwünschten neuen drei Gäste in der Höhle der Kinder und drängt diese via Fernsehschaltung dazu, ihm die Erwachsenen auszuliefern. Erstmals proben die Kinder den Aufstand gegen ihren dominanten Herrn und zerstören die Überwachungskameras in ihrem Klassenzimmer, wo die Kinder von „Big Brother“ Bernard via Bildschirm unterrichtet werden. Daraufhin schickt Bernard drei seiner Männer in dunklen Anti-Strahlenanzügen nach unten, um die Höhlenbewohner zur Räson zu bringen. Doch die Männer werden von King und Simon, die nun erstmals an einem Strang ziehen, überwältigt. King erschießt in Notwehr einen der Männer mit einem Maschinengewehr, das er einem anderen Mann im Strahlenanzug abgenommen hatte. Simon nimmt einem von Bernards entsendeten Männern, Major Holland, einen Geigerzähler ab und stellt zu seinem größten Schrecken fest, dass alles hier unten, insbesondere die Körper der Kleinen, radioaktiv belastet ist. Wells ordnet die Flucht an und lässt King Major Holland fesseln.
Der Weg in die Freiheit wird jäh gestoppt durch zahlreiche weitere Männer in Schutzanzügen, die alle einfangen und die zappelnden und schreienden Kinder zurück in den Bunker bringen. Freya wird Zeugin von den Vorgängen und macht dem dazukommenden Bernard schwere moralische Vorwürfe. Bernard erlaubt Simon und Joan, das Areal zu verlassen, da er weiß, dass die beiden nicht weit kommen werden. Sie waren bei den Kindern in der Höhle zu lange der atomaren Strahlung ausgesetzt. King will sich derweil mit Freyas Auto absetzen. Derjenige Junge, der ihn tags zuvor aus dem Wasser gerettet hat, steigt zu ihm in den Wagen. Die ionisierende Strahlung verursacht bei King rasch Übelkeit. Zwei Hubschrauber bringen ihn zum Stehen. Männer springen aus den Helikoptern heraus und reißen den Jungen an sich. King braust mit seinem Fahrzeug weiter, gerät aber schließlich in eine Polizeisperre. Er schießt mit dem Auto durch ein Brückengeländer und stürzt voller Absicht in den Tod.
Wells und Joan fahren mit Simons Boot aufs offene Meer, aber auch sie werden von starker Übelkeit übermannt. Auch über ihnen taucht ein Hubschrauber auf. Joan ahnt als erste, dass sie wohl bald sterben wird und legt sich hin, während Simon weiterhin das Boot steuert. Zwischen Bernard und Freya kommt es zu einem heftigen Disput. Bernard erklärt ihr, dass die Kinder bereits verstrahlt geboren wurden, da deren Mütter einst Opfer eines Nuklearunfalls geworden waren. Die Kinder seien nunmehr, wo sie für einige Sekunden die Luft der Freiheit schnuppern durften, zu seinem Bedauern wirklich Gefangene geworden. Die radioaktiv verseuchten Kinder sollen bei einem Atomschlag, den Bernard als „unausweichlich“ ansieht, das Überleben der menschlichen Rasse auf einer nuklear verwüsteten Erde sichern. Diesem Ziel diene das gesamte Projekt, so erklärt Bernard. Freya ist zutiefst schockiert und angewidert. Angesichts ihrer Reaktion sieht Bernard keine andere Möglichkeit, als Freya zu erschießen. In der Schlussszene hallen die verzweifelten Schreie der gefangenen Kinder ungehört entlang der Küste: „Please, help us, someone help us, please!!“.

## Produktionsnotizen
Sie sind verdammt entstand 1961 – auf dem Gipfel der Angst vor einem weltweiten Nuklearkrieg (von der Berlin-Krise 1958 bis zum Mauerbau 1961) – an den englischen Drehorten Portland Bill und Weymouth (beides Grafschaft Dorset) und in den Bray Studios in der Grafschaft Berkshire. Die Uraufführung fand am 19. Mai 1963 in London statt, in Deutschland lief der Thriller im Rahmen einer Joseph-Losey-Reihe in der ARD am 23. September 1973 erstmals an. Die Herstellungskosten lagen bei rund 170.000 Pfund Sterling.
Michael Carreras hatte die Herstellungsleitung für diese im Rahmen der familieneigenen Hammer Films hergestellte Produktion. Die kargen Filmbauten schuf Hammer-Film-Chefarchitekt Bernard Robinson.

## Kritiken
Im Lexikon des Internationalen Films heißt es: „Das spannende Protokoll eines durchaus nicht mehr nur utopischen Psychoterrors, mit dem Losey die Gefährlichkeit einer von ihm immer wieder attackierten "inneren Gewalt" demonstriert und zugleich Kritik am Militär und an einer Wissenschaft der logistischen Planspiele übt. Die Kinder werden dabei nicht als unschuldige, unwissende Opfer erwachsener Willkür beschrieben, versuchen vielmehr, wenn auch letztlich vergeblich, sich der Programmierung und Repression durch die Erwachsenen zu entziehen.“

„Auch seine nächste Arbeit, „Sie sind verdammt“, war überaus raffiniert gestaltetes und frösteln machendes Stück Kino mit völlig unerwarteter Wendung. Was als eine harmlos anmutende Geschichte um die Liebe zwischen einem Amerikaner und der Schwester des Anführers einer ‘Teddy Boy’-Gang begann, kippte urplötzlich und radikal um in eine erschütternde Horror-Story um die katastrophalen Folgen eines staatlich sanktionierten, verbrecherischen Experiments ethisch skrupelloser Wissenschaftler.“

Halliwell‘s Film Guide charakterisierte den Film wie folgt: „Absurd wichtigtuerisches, bedrückendes und wirres Science-Fiction-Melodram.“

„Der amerikanische Regisseur Joseph Losey ("Der Mittler") versteht seinen kühl-stilisierten Science-fiction-Film (1962) als "Lehrstück über innere Gewalt" und "Vision von der totalen Beherrschung des Menschen": Kinder, durch eine Nuklear-Explosion radioaktiv verseucht und seitdem strahlenimmun, werden mit staatlicher Billigung in einem Höhlenversteck gefangengehalten und für ihre Pflichten als letzte Überlebende der "Endzeit-Katastrophe" programmiert.“